# Phenacogrammus aurantiacus
Phenacogrammus aurantiacus es una especie de peces de la familia Alestiidae en el orden de los Characiformes.

## Morfología
Los machos pueden llegar alcanzar los 10 cm de longitud total.

## Hábitat
Es un pez de agua dulce y de clima tropical.

## Distribución geográfica
Se encuentran en África: el Gabón, la República del Congo y la República Democrática del Congo ( cuenca del río Congo ).